# Hrvatski predsjednički izbori 2005.
Predsjednički izbori 2005. su četvrti predsjednički izbori po Ustavu iz 1990.  Hrvatski predsjednik 2000. – 2005. godine Stjepan Mesić išao je u reizbor; vladajuća stranka HDZ nominirala je ministricu Jadranku Kosor, koja je postala prvom ženom u drugom krugu predsjedničkih izbora u povijesti. Mesićeva većina od 65.93% najveći je postotak osvojenih glasova na predsjedničkim izborima. 18. veljače 2005. Predsjednik Mesić prisegnuo je na Markovom trgu za svoj drugi mandat u trajanju do 2010.
Tijekom glasovanja, uočene su neke nepravilnosti tijekom glasovanja, kao što su optužbe da su "glasovali mrtvi birači". 

## Prvi krug
Glasovanje je održano 2. siječnja 2005. godine, a službeni rezultati objavljeni su 9. siječnja 2005. godine.
- Ukupno glasača:    4.403.933
- Ukupno glasova:    2.227.073  (50,57%)
- Nevažećih listića:    20.269  (0,91%)

| br. | Kandidat          | Stranka                                  | Glasovi   | %     |
| --- | ----------------- | ---------------------------------------- | --------- | ----- |
| 1   | Đurđa Adlešič     | HSLS                                     | 59.725    | 2,68  |
| 2   | Miroslav Blažević | SHB                                      | 17.847    | 0,80  |
| 3   | Ljubo Ćesić       | nezavisni kandidat                       | 41.216    | 1,85  |
| 4   | Mladen Kešer      | nezavisni kandidat                       | 7.056     | 0,32  |
| 5   | Jadranka Kosor    | HDZ                                      | 452.218   | 20,31 |
| 6   | Doris Košta       | nezavisni kandidat                       | 8.271     | 0,37  |
| 7   | Anto Kovačević    | HKDU                                     | 19.145    | 0,86  |
| 8   | Slaven Letica     | nezavisni kandidat                       | 57.748    | 2,59  |
| 9   | Stjepan Mesić     | SDP, HNS, HSS, IDS, LIBRA, LS, PGS, SDAH | 1.089.398 | 48,92 |
| 10  | Boris Mikšić      | nezavisni kandidat                       | 396.093   | 17,79 |
| 11  | Ivić Pašalić      | HB                                       | 40.637    | 1,82  |
| 12  | Tomislav Petrak   | HPS                                      | 2.614     | 0,12  |
| 13  | Miroslav Rajh     | HSM                                      | 14.766    | 0,66  |

Iako je Stjepan Mesić dobio preko 50% glasova birača iz Hrvatske, zajedno s glasovima izvan Republike Hrvatske postotni udjel Mesićevih dobivenih glasova je pao ispod 50%, te se radi toga moralo ići u drugi krug.

## Drugi krug
Glasovanje je održano 16. siječnja 2005., a službeni rezultati objavljeni 31. siječnja 2005. godine.
- Ukupno glasača: 4.392.220
- Ukupno glasova: 2.241.760  (51,04 %)
- Nevažećih listića: 35.617  (1,59 %)

1. Stjepan Mesić, (SDP, HNS, HSS, IDS, LIBRA, LS, PGS, SDAH) - 1.454.451 - 65,93 %
2. Jadranka Kosor, (HDZ) - 751.692 - 34,07 %